# Яркая инфракрасная галактика
Яркая инфракрасная галактика (англ. Luminous infrared galaxy, LIRG) — галактика со светимостью выше  1011 светимостей Солнца. Такие галактики более распространены, чем галактики со вспышками звездообразования, сейфертовские галактики и квазары сравнимых светимостей. Инфракрасные галактики создают больше излучения в инфракрасной части спектра по сравнению с другими диапазонами длин волн.
Галактики со светимостями выше 1012 светимостей Солнца называются ультраяркими инфракрасными галактиками (англ. ultraluminous infrared galaxies, ULIRGs). Многие яркие инфракрасные галактики проявляют признаки взаимодействий и разрушения. Темп звездообразования может достигать 100 звёзд в год, в то время как в нашей галактике появляется в среднем одна звезда в год.
Ещё более яркие галактики называются гиперяркими галактиками (англ. hyper-luminous infrared galaxies, HLIRGs).
Галактики данного типа с наибольшей светимостью носят название экстремально ярких инфракрасных галактик  (англ. extremely luminous infrared galaxies, ELIRGs).

## Возникновение и эволюция
Инфракрасные галактики выглядят как одиночные богатые газом спиральные галактики, инфракрасное излучение которых создаётся в основном при звездообразовании. Однако светимость некоторых галактик создаётся в основном активным ядром галактики (АЯГ). Такие АЯГ находятся в компактных областях в центрах галактики обладают повышенной светимостью. Излучение АЯГ наблюдается в радио-, инфракрасном, видимом, ультрафиолетовом, рентгеновском и гамма-диапазонах спектра. Подобные галактики были открыты в 1983 году при наблюдениях телескопа  IRAS. В некоторых случаях светимость ярких инфракрасных галактик может возникать в результате присутствия как активного звездообразования, так и АЯГ.
Яркие инфракрасные галактики излучают большую часть энергии в инфракрасной части спектра, недоступной для наблюдения невооружённым глазом. Суммарная излучаемая энергия сопоставима с энергией квазаров, считавшихся ранее наиболее выскоэнергичными объектами Вселенной.
Причина, по которой зарегистрировать излучение в видимой части спектра у таких галактик очень сложно, состоит в том, что они богаты газом, который поглощает излучение в видимой части спектра и переиспускает его в инфракрасном диапазоне. Большая доля ярких инфракрасных галактик обладает активной чёрной дырой в центральной области. Подобные галактики обнаруживаются  в более плотно населённых областях во Вселенной по сравнению с обычными галактиками.

## Ультраяркие инфракрасные галактики
Вероятно, яркие инфракрасные галактики могут со временем становиться ультраяркими. Моделирование данного перехода остаётся затруднительным. Исследования показывают, что ультраяркие инфракрасные галактики с большей вероятностью содержат активные ядра, чем яркие инфракрасные галактики.
В соответствии с одним из исследований, ультраяркая инфракрасная галактика является лишь одной из эволюционных стадий слияния галактик. Две или более спиральные галактики сливаются с возможным образованием яркой инфракрасной галактики. На более позднем этапе слияния происходит переход к ультраяркой инфракрасной галактике. Затем она становится квазаром, в конечном итоге становясь эллиптической галактикой. Подтверждением данного сценария является тот факт, что в эллиптических галактиках звёзды старше, чем на более ранних этапах сценария.

## Экстремально яркие инфракрасные галактики
Экстремально яркая инфракрасная галактика WISE J224607.57-052635.0, обладающая светимостью 349×1012 светимостей Солнца, по состоянию на мая 2015 года являлась галактикой с самой большой светимостью среди всех известных галактик. Данный объект принадлежит к новому классу открытых WISE галактик — экстремально ярким инфракрасным галактикам.
Излучение от WISE J224607.57-052635.0 шло до нас 12,5 млрд лет.
Существуют три причины, по которым чёрные дыры в экстремально ярких инфракрасных галактиках могут быть чрезвычайно массивными. Во-первых, первоначальные чёрные дыры могут быть больше, чем считалось возможным ранее. Во-вторых, может нарушаться эддингтоновский предел светимости. Когда газ падает на чёрную дыру и разогревается, испускается излучение. Давление излучения выбрасывает газ вовне, что создаёт ограничения на темп поглощения газа чёрной дырой. Если предел Эддингтона преодолевается, то чёрная дыра теоретически может увеличиваться в размерах сравнительно быстро. Уже наблюдались чёрные дыры, нарушившие указанный предел. В-третьих, если чёрная дыра вращается не очень быстро, то может поглощать вещество в большем темпе. 
Было открыто более 20 экстремально ярких инфракрасных галактик к настоящему времени.

## Наблюдения

### IRAS
Телескоп IRAS создал первый обзор неба в далёком инфракрасном диапазоне в 1983 году. В рамках обзоре были обнаружены десятки тысяч галактик, многие из которых не были найдены в предыдущих обзорах. По данным IRAS учёные смогли определить светимости наблюдаемых объектов. В течение миссии, продлившейся 10 месяцев, было обнаружено около 250 тысяч инфракрасных источников.

### GOALS
Great Observatories All-sky LIRG Survey (GOALS) — многоволновый обзор ярких инфракрасных галактик, включающий наблюдения Больших обсерваторий и других космических и наземных телескопов. Для 200 наиболее ярких инфракрасных галактик ближней части Вселенной получены наблюдения на телескопах  Spitzer, Hubble, Chandra и Galex. Были идентифицированы около 180 ярких и 20 ультраярких инфракрасных галактик. Исследуемые галактики включают в себя примеры всех типов ядер галактик (два типа активных ядер галактик, LINER, области со вспышками звездообразования) и различных стадий взаимодействия (крупные и малые слияния, изолированные галактики).

## Примеры
Некоторые примеры ярких инфракрасных галактик.
| Галактика                | Тип   | Светимость | Созвездие | RA             | DEC            | Примечания                                                                                    |        |
| ------------------------ | ----- | ---------- | --------- | -------------- | -------------- | --------------------------------------------------------------------------------------------- | ------ |
| WISE J224607.57-052635.0 | ELIRG |            |           | 22ч 46м 07.57с | −05° 26′ 35.0″ | Открыта в 2015 году, по состоянию на май 2015 года являлась самой яркой из известных галактик | [ 10 ] |
| II Zw 96                 | LIRG  |            |           |                |                | пара галактик в процессе слияния                                                              |        |
| NGC 6240                 | ULIRG |            | Змееносец |                |                | подробно исследованная близкая инфракрасная галактика                                         |        |
| Arp 220                  | ULIRG |            |           |                |                | ближайшая ультраяркая инфракрасная галактика, продолжается слияние двух галактик              |        |

## Галерея
- WISE J224607.57-052635.0 в представлении художника.[11][12]
- Галактика Южная Америка[13]
- 2MASX J05210136-2521450.[14]
- NGC 5010.[15]
- Ультраяркая инфракрасная галактика IRAS 19297-0406
- Яркая инфракрасная галактика MCG-03-04-014[16]